# Mansehra (Distrikt)
Der Distrikt Mansehra ist ein Verwaltungsdistrikt in Pakistan in der Provinz Khyber Pakhtunkhwa. Sitz der Distriktverwaltung ist die gleichnamige Stadt Mansehra.
Der Distrikt hat eine Fläche von 4579 km² und nach der Volkszählung von 2017 1.556.460 Einwohner. Die Bevölkerungsdichte beträgt 340 Einwohner/km².

## Geografie
Der Distrikt befindet sich im Norden der Provinz Khyber Pakhtunkhwa, die sich im Norden von Pakistan befindet. 

## Demografie
Zwischen 1998 und 2017 wuchs die Bevölkerung um jährlich 2,44 %. Von der Bevölkerung leben ca. 9 % in städtischen Regionen und ca. 91 % in ländlichen Regionen. In 239.275 Haushalten leben 772.123 Männer, 784.181 Frauen und 156 Transgender, woraus sich ein Geschlechterverhältnis von 98,5 Männer pro 100 Frauen ergibt und damit einen für Pakistan seltenen Frauenüberschuss.
Die Alphabetisierungsrate in den Jahren 2014/15 bei der Bevölkerung über 10 Jahren liegt bei 64 % (Frauen: 52 %, Männer: 78 %) und damit über dem Durchschnitt der Provinz Khyber Pakhtunkhwa von 53 %.
| Jahr | Einwohnerzahl |
| ---- | ------------- |
| 1972 | 638.504       |
| 1981 | 631.012       |
| 1998 | 978.157       |
| 2017 | 1.556.460     |